# Quadrangle de Sinus Sabaeus

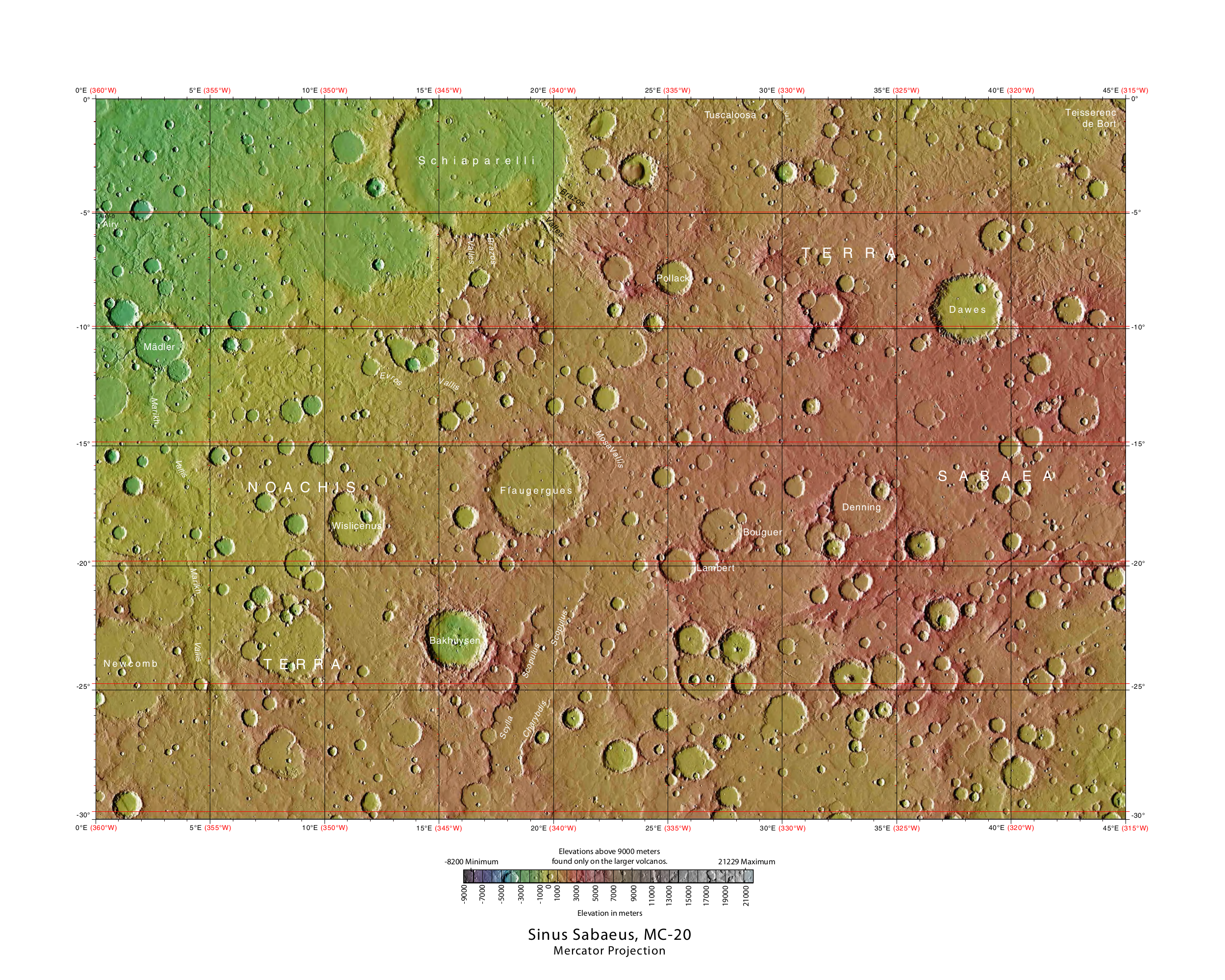
Quadrangle de Sinus Sabaeus

Dans le cadre de la géographie de la planète Mars, le quadrangle de Sinus Sabaeus — également désigné par le code MC-20 — désigne une région martienne définie par les latitudes comprises entre 30° S et 0° et les longitudes comprises entre 0° et 45° E.

## Géographie
Il s'agit d'une région plutôt homogène de la surface de Mars, constituée de terrains noachiens rassemblés autour de Terra Sabaea (avec une altitude moyenne de l'ordre de 3 000 m), à l'est du quadrangle, et de Noachis Terra (avec une altitude moyenne comprise entre 0 et 1 000 m) au sud-ouest, tandis que le nord-ouest se présente comme un prolongement de Meridiani Planum (avec une altitude moyenne comprise entre −1 000 m et le niveau de référence) au sud d'Arabia Terra.

### Cratères d'impact
Les cratères d'impact répertoriés du quadrangle sont :
- Schiaparelli (471 km) par 2,7°S et 16,7° E, traversé par l'équateur et qui s'étend donc également dans le quadrangle d'Arabia, au sud d'Arabia Terra
- Newcomb (252 km) par 24,2°S et 1,0° E, à l'ouest de Noachis Terra
- Flaugergues (245 km) par 16,8°S et 19,2° E, dans la région de Noachis Terra
- Dawes (191 km) par 9,2°S et 38,0° E, dans la région de Terra Sabaea
- Denning (165 km) par 17,5°S et 33,4° E, dans la région de Terra Sabaea
- Bakhuysen (161 km) par 23,0°S et 15,6° E, dans la région de Noachis Terra
- Wislicenus (139 km) par 18,2°S et 11,4° E, dans la région de Noachis Terra
- Mädler (125 km) par 10,7°S et 2,7° E, à l'ouest de Noachis Terra
- Bouguer (107 km) par 18,5°S et 27,2° E, entre Noachis Terra et Terra Sabaea
- Pollack (96 km) par 7,8°S et 25,2° E, au sud-ouest de Terra Sabaea
- Lambert (92 km) par 20,0°S et 25,3° E, entre Noachis Terra et Terra Sabaea
- Airy (41 km) par 5,1°S et 0,1° E, à l'ouest de Noachis Terra et au sud de Meridiani Planum
- Airy-0 (< 1 km) par 5,1°S et 0,0° E, à l'intérieur du cratère Airy, dont le centre définit le méridien d'origine des longitudes martiennes.

### Vallées
Quelques vallées ont également été répertoriées, dans la région de Noachis Terra, à l'ouest du quadrangle :
- Marikh Vallis, une vallée de 1 280 km centrée par 19,25° S et 3,9° E[1], qui prend source à l'est du cratère Newcomb et débouche dans le cratère Mädler
- Mosa Vallis, une vallée de 171 km centrée par 14,7° S et 22,2° E, au nord-est du cratère Flaugergues
- Evros Vallis, une vallée 335 km centrée par 12,6° S et 13,9° E, au nord-ouest du cratère Flaugergues
- Brazos Valles, un système de vallées centré par 6,2° S et 18,9° E couvrant 458 km sur le rebord méridional du cratère Schiaparelli

### Autres formations
Un double escarpement parallèle dessinant une sorte de large faille comblée est nettement visible au sud du quadrangle, à l'est de Noachis Terra et du cratère Bakhuysen :
- Charybdis Scopulus, long de 552 km et centré par 24,5° S et 20,0° E, falaise orientale
- Scylla Scopulus, long de 445 km et centré par 25,1° S et 18,3° E, falaise occidentale.

## Géologie
D'un point de vue géologique, toute cette région est très ancienne et remonte au Noachien (plus de 3,7 milliards d'années), dont Noachis Terra est le paradigme. Des terrains volcaniques clairs affleurent par endroits, au fond de certains cratères tels que celui de Pollack. Des structures stratifiées sont par ailleurs été observées au fond de cratères tels que Schiaparelli et Wislicenus, les matériaux clairs étant peut-être constitués de fines particules de sulfates agglomérées et les matériaux sombres de poussières basaltiques plus compactes.